# David Webb Peoples
David Webb Peoples (Middletown, 9 febbraio 1940) è uno sceneggiatore e regista statunitense, candidato all'Oscar alla migliore sceneggiatura originale nel 1993 per Gli spietati di Clint Eastwood.

## Biografia
Accreditato anche come David Peoples, si avvia nel mondo del cinema negli anni Settanta come montatore. Come scrittore esordisce invece sul grande schermo scrivendo la "seconda", e definitiva, sceneggiatura di un film cult, Blade Runner, voluto da Ridley Scott: il regista aveva avuto numerosi dissidi con Hampton Fancher, autore della prima sceneggiatura, e le strade dei due si erano separate. Dopo aver fatto incetta di premi nel 1992 con Gli spietati, scrive altre sceneggiature di film di discreto successo, quali Eroe per caso e L'esercito delle 12 scimmie. Si è cimentato con la regia nel 1990, dirigendo Rutger Hauer in Giochi di morte.

## Filmografia

### Sceneggiatore
- The Day After Trinity, regia di Jon Els (1980)
- Blade Runner, regia di Ridley Scott (1982)
- Ladyhawke, regia di Richard Donner (1985)
- Leviathan, regia di George Pan Cosmatos (1989)
- Fatal Sky, regia di Frank Shields (1990)
- Giochi di morte, regia di David Webb Peoples (1990)
- Gli spietati (The Unforgiven), regia di Clint Eastwood (1992)
- Eroe per caso (Hero), regia di Stephen Frears (1992)
- L'esercito delle 12 scimmie (Twelve Monkeys), regia di Terry Gilliam (1995)
- Soldier, regia di Paul W. S. Anderson (1998)

### Regista
- Giochi di morte (1990)